# 属格
属格（ぞっかく、英: genitive case、羅: casus genitivus、露: родительный падеж）は、名詞・代名詞の格の一つで、主に所有を表す。英語では所有格(possessive)、ドイツ語では2格(der zweite Fall)とも呼ぶ。スラヴ語派については生格（せいかく）と呼ぶが、これは訳語の違いにすぎない。
日本語では主に格助詞「の」で表される（日本語では体言を修飾できる格はこれだけなので連体格とも呼ばれる）が、インド・ヨーロッパ語族の属格は、それだけでなく以下のような幅広い用法がある。
所有所有およびそれに類する関係を表す。もっとも一般的な機能である。ただし、多くの言語では人称代名詞の所有を表す時に属格でなく、所有限定詞が用いられる。
- 僕の本
- his parents（彼の親）

意味上の主語・目的語動詞的な意味を持つ名詞を修飾し、意味上の主語・目的語を示す。
- 神の怒り（神が怒ること）
- 真実の追求（真実を追求すること）
- 日本語では連体修飾節の中の主語も、属格で表される：神の怒った日

部分の属格全体の一部分であることを示す。
- He is the tallest of the three.（彼は三人のなかで一番背が高い）
- He is of noble birth. （彼は高貴な生まれである）

また、物質（不可算）または多数のものの一部を指して、主格または対格の代わりに用いる用法として、スラヴ語の部分生格・数量生格などがある。フランス語・イタリア語の部分冠詞・不定冠詞複数（下記）も同様に用いられる。
- Я выпил(а) немного воды.（私は水を少し飲んだ。）
- Два молодых студента разговаривают. / Пять молодых студентов разговаривают.（2人/5人の若い学生が話している。）
- Я прочитал(а) две интересные книги. / Я прочитал(а) пять интересных книг.（私は2冊/5冊の面白い本を読み終えた。）

分離の属格奪格に由来する。
- He is independent of his parents. （彼は両親から独立している。両親については、彼は独立している。）
- rob 人 of 物（人から物を奪う。物について、人から奪う。）
- Я вернулся с почты.（私は郵便局から帰って来た。）

同格の属格同じものを説明したり言い換えたりする。
- The concept of right　　権利の概念

副詞的属格名詞の属格を副詞的に用いる用法。
英語のalways、sometimes、backwardsなど語尾に-sのついた形や、otherwise(-waysに由来)、once(one-s)などの副詞はこれに由来し、スラヴ語でもよく用いられる。
形容詞的用法形容詞的な抽象名詞で修飾することで、形容詞と同等のことを表現する。
- A man of importance （重要な人）
- 国家的の事（現在は形容動詞で「国家的な事」と言うのが普通だが、明治から昭和戦前期まではこの言い方が普通だった）、緑の洋服、裸の人

否定の属格
リトアニア語などでは否定文の直接目的語が対格でなく属格となる。フランス語では不定冠詞・部分冠詞を伴う直接目的語は否定文では基本的にはde（英語のof）という形となり、現在の扱いとしては冠詞であるものの、同様の傾向が見られる。ロシア語でも同様に否定、あるいは不存在を表す際に生格が用いられる。
- У меня нет брата.（私には兄弟がいない。）

英語では、このうち所有は所有格として名詞(-'s)および人称代名詞に格形が残存しており、また意味上の主語も所有格で表す場合があるが、それ以外の属格の用法は前置詞ofに置き換えられた。なお近年は、's および my, your などの所有形は格ではないという説が有力である。例えば the girl next door's cat (隣の少女の猫) では、's は the girl next door という句にかかり、door という語にかかっているのではない。したがって 's を接語と見なす言語学者が増えている。
ドイツ語では、単数男性名詞、単数中性名詞で「-s」を付け女性名詞、複数形では無変化であるが、どちらも冠詞や形容詞が属格に伴う変化を行う。他の名詞を修飾する場合には被修飾語のあとに付けるのが原則であるが、前に付けることもあり、その場合被修飾語の冠詞は省略される。現代語では「von」＋三格（与格）で代用するのが普通である。人称代名詞の属格は所有関係には使われない。また、英語の人称代名詞の所有形に当たる働きをするものが別にあり、所有代名詞という。
ロマンス語（フランス語、イタリア語、スペイン語など）では基本的に格変化が消失したため、属格はすべてde/diといった前置詞に置き換えられた。
なお、英語の人称代名詞の所有格に相当する機能は所有形容詞によって表す。
- フランス語の部分冠詞(du, de la)と不定冠詞複数(des)、およびイタリア語の部分冠詞(del, della, dei, delle etc.)は、部分の属格がde/di+定冠詞で置き換えられ、それが冠詞として定着したものである。
- フランス語とイタリア語には、中性代名詞en/neというものがあるが、これは属格相当語句（de/di+名詞類、部分冠詞+名詞類など）を指し示す「属格代名詞」とでもいうべきものである。通常の人称代名詞・指示代名詞に欠けている属格をこれにより補っている。

## 星の名前
恒星の名前は国際的に、また英語内でも、固有の名前がある場合以外は、通常ギリシャ語のアルファベット一字と属格形のラテン語星座名を合わせたものによって表される。こと座 (Lyra) の属格は Lyrae であり、こと座で最も明るいベガは「 α Lyrae 」（こと座のα星）と表される類である。この命名法は発案者のヨハン・バイエルにちなんでバイエル符号と呼ばれる。